# Can't Get You Out of My Mind
"Can't Get You Out of My Mind" é o primeiro single lançado por Lil Suzy, do seu quarto álbum, Paradise. Foi lançado dia 10 de Junho de 1997.
Essa música se tornou um dos maiores sucessos lançados por Lil Suzy, e no dia 23 de Agosto de 1997 chegou a posição 79 na Billboard Hot 100. 

## Faixas
E.U.A. CD Single
| N.º | Título                                                 | Duração |  |
| 1.  | "Can't Get You Out of My Mind" (Funhouse Radio)        | 3:34    |  |
| 2.  | "Can't Get You Out of My Mind" (Wild Style Edit)       | 3:57    |  |
| 3.  | "Can't Get You Out of My Mind" (Viper Radio)           | 3:33    |  |
| 4.  | "Can't Get You Out of My Mind" (Suzy's Freestyle Edit) | 3:50    |  |
| 5.  | "Can't Get You Out of My Mind" (Funhouse Club Mix)     | 6:08    |  |
| 6.  | "Can't Get You Out of My Mind" (Wild Style Mix Show)   | 6:08    |  |
| 7.  | "Can't Get You Out of My Mind" (Viper Club Mix)        | 4:33    |  |
| 8.  | "Can't Get You Out of My Mind" (Suzy's Freestyle Mix)  | 4:46    |  |
| 9.  | "Can't Get You Out of My Mind" (Vocal Club Dub)        | 5:58    |  |

## Posições nas paradas musicais
| País - Parada Musical (1997)                        | Melhor posição |
| --------------------------------------------------- | -------------- |
| Estados Unidos - Billboard Hot 100                  | 79             |
| Estados Unidos - Hot Dance Music/Maxi-Singles Sales | 14             |